# Christian Wilhelm Kindleben

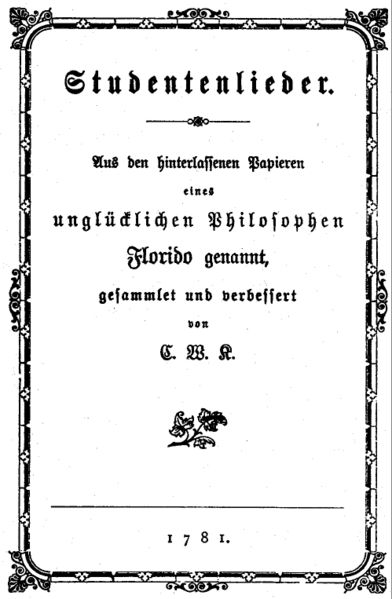

Christian Wilhelm Kindleben (ook Kindlebn, pseudoniem Michael Brephobius) (Berlijn,  4 oktober 1748 - Jena 1785) was een theoloog, schrijver en publicist. Alhoewel hij een nakomeling van een arme familie was, kon hij theologie in Halle studeren.
Later had hij verschillende opdrachten als priester en leraar. Hij was ook bezig als schrijver en publicist. Met zijn standpunten maakte hij niet enkel vrienden, en zijn levensstijl was niet voorbeeldig voor een priester.
Kindleben staat vandaag vooral bekend als auteur van het Studenten-Lexicon. In het jaar 1781 publiceerde hij een verzameling van studentenliederen, waaronder het internationaal bekende studentenlied Gaudeamus igitur, waarvan hij de tekst ontleende aan het middeleeuwse lied De brevitate vitae.

## Publicaties
- Studentenlieder: Aus den hinterlassenen Papieren eines unglücklichen Philosophen Florido genannt, Halle (Saale) 1781
- Studenten-Lexicon: aus den hinterlassenen Papieren eines unglücklichen Philosophen Florido genannt, Halle (Saale) 1781

- Gemeinsame Normdatei: 100056660
- International Standard Name Identifier: 0000 0000 8136 4105
- Library of Congress Control Number: nr2001035867
- Nationale Bibliotheek van Polen: a0000001830273
- Nederlandse Thesaurus van Auteursnamen: 073771155
- Virtual International Authority File: 56951219
- WorldCat: E39PBJxhpQpH4FCDGXbPWfBdcP